# Келадес, Крис
Крис Келадес (англ. Chris Kelades; род. 21 февраля 1981, Даллас) — канадский боец смешанного стиля, представитель наилегчайшей весовой категории. Выступает на профессиональном уровне начиная с 2009 года, известен по участию в турнирах бойцовских организаций UFC, Bellator, M-1 Global, LFA и др.

## Биография
Крис Келадес родился 21 февраля 1981 года в Далласе, США, где его канадские родители получали образование. Впоследствии семья вернулась на родину, поселившись в Дартмуте, Новая Шотландия. Таким образом, Келадес имеет двойное гражданство США и Канады, при этом на соревнованиях представляет Канаду. Имеет греческие корни, известен по прозвищу «Греческий ассасин».
Практиковал бразильское джиу-джитсу, удостоившись в этой дисциплине пурпурного пояса.

### Начало профессиональной карьеры
Дебютировал в смешанных единоборствах на профессиональном уровне в мае 2009 года, выиграв у своего соперника техническим нокаутом во втором раунде. Дрался в небольших канадских промоушенах преимущественно на территории провинции Новая Шотландия — из всех поединков неизменно выходил победителем.
В мае 2014 года провёл бой в крупном американском промоушене Bellator, но по очкам уступил Малкольму Гордону, потерпев тем самым первое поражение в профессиональной карьере.

### Ultimate Fighting Championship
Имея в послужном списке семь побед и только одно поражение, Келадес привлёк к себе внимание крупнейшей бойцовской организации мира Ultimate Fighting Championship и в июле 2014 года подписал с ней долгосрочный контракт. Впервые выступил в октагоне UFC уже в октябре, заменив на коротком уведомлении травмировавшегося Луиса Годино в бою с Патриком Холоханом — в итоге выиграл у своего соперника единогласным решением судей и заработал бонус за лучший бой вечера.
В феврале 2015 года потерпел поражение от Рея Борга — в третьем раунде попался на обратный узел локтя и вынужден был сдаться.
В августе 2015 года раздельным решением взял верх над Крисом Билом.
Последний раз дрался в клетке UFC в апреле 2016 года, поединок против Серхио Петтиса продлился всё отведённое время, в итоге судьи единогласно отдали победу Петтису. На этом сотрудничество Келадеса с организацией подошло к концу.

### Дальнейшая карьера
Покинув UFC, с 2017 года Келадес выступал в менее престижных организациях, в частности отметился победой на турнире Legacy Fighting Alliance.
Дважды выступил в российском промоушене M-1 Global, одержав одну победу и потерпев одно поражение.

## Статистика в профессиональном ММА
| Боёв 16  | Побед 12 | Поражений 4 |
| -------- | -------- | ----------- |
| Нокаутом | 2        | 0           |
| Сдачей   | 4        | 1           |
| Решением | 6        | 3           |

| Результат | Рекорд | Соперник           | Способ                 | Турнир                                    | Дата            | Раунд | Время | Место               | Примечание                      |
| --------- | ------ | ------------------ | ---------------------- | ----------------------------------------- | --------------- | ----- | ----- | ------------------- | ------------------------------- |
| Поражение | 12-4   | Александр Плетенко | Единогласное решение   | M-1 Challenge 93                          | 1 июня 2018     | 3     | 5:00  | Челябинск, Россия   |                                 |
| Победа    | 12-3   | Олег Личковаха     | Сдача (кимура)         | M-1 Challenge 86                          | 24 ноября 2017  | 3     | 1:38  | Назрань, Россия     |                                 |
| Победа    | 11-3   | Киган Оливер       | Единогласное решение   | Fight Night Medicine Hat 4                | 9 сентября 2017 | 3     | 5:00  | Медисин-Хат, Канада |                                 |
| Победа    | 10-3   | Тайлер Шинн        | Единогласное решение   | Legacy Fighting Alliance 18               | 4 августа 2017  | 3     | 5:00  | Шони, США           |                                 |
| Поражение | 9-3    | Серхио Петтис      | Единогласное решение   | UFC 197                                   | 23 апреля 2016  | 3     | 5:00  | Лас-Вегас, США      |                                 |
| Победа    | 9-2    | Крис Бил           | Раздельное решение     | UFC Fight Night: Holloway vs. Oliveira    | 23 августа 2015 | 3     | 5:00  | Саскатун, Канада    |                                 |
| Поражение | 8-2    | Рей Борг           | Сдача (кимура)         | UFC Fight Night: Henderson vs. Thatch     | 14 февраля 2015 | 3     | 2:56  | Брумфилд, США       |                                 |
| Победа    | 8-1    | Патрик Холохан     | Единогласное решение   | UFC Fight Night: MacDonald vs. Saffiedine | 4 октября 2014  | 3     | 5:00  | Галифакс, Канада    | Бой вечера.                     |
| Победа    | 7-1    | Эдриан Вулли       | Раздельное решение     | Extreme Cage Fighting 21                  | 19 апреля 2014  | 3     | 5:00  | Галифакс, Канада    |                                 |
| Поражение | 6-1    | Малкольм Гордон    | Единогласное решение   | Bellator 119                              | 9 мая 2014      | 3     | 5:00  | Рама, Канада        | Бой в промежуточном весе 59 кг. |
| Победа    | 6-0    | Рик Дойл           | Сдача (гогоплата)      | Extreme Cage Fighting 19                  | 25 января 2014  | 1     | 2:44  | Галифакс, Канада    |                                 |
| Победа    | 5-0    | Димитри Ванденбург | Раздельное решение     | Instinct Fighting 1                       | 7 октября 2011  | 3     | 5:00  | Буабриан, Канада    |                                 |
| Победа    | 4-0    | Ченс Уолен         | Сдача (удушение сзади) | ECFP: Resurgence                          | 27 мая 2011     | 2     | 3:10  | Трентон, Канада     |                                 |
| Победа    | 3-0    | Джастин Стил       | TKO (удары руками)     | Extreme Cage Fighting 12                  | 16 апреля 2011  | 2     | 0:36  | Галифакс, Канада    |                                 |
| Победа    | 2-0    | Винсан Кормье      | Сдача (гильотина)      | Friday Night Fights: Blacklash            | 9 июля 2010     | 2     | 4:01  | Дартмут, Канада     |                                 |
| Победа    | 1-0    | Джон Уильямс       | TKO (удары руками)     | Absolute Fighting Canada 3                | 9 мая 2009      | 2     | 3:17  | Амхерст, Канада     |                                 |